# John Ward (peintre)
Pour les articles homonymes, voir John Ward et Ward.
John Ward, également connu comme John Ward of Hull, né le 28 décembre 1798 à Kingston-upon-Hull (Angleterre) et mort en 1849, est un peintre britannique.
Il a été décrit comme « le peintre de la marine en chef et portraitiste de bateau à Hull pendant la première moitié du XIXe siècle ».

## Biographie
John Ward naît le 28 décembre 1798 à Kingston upon Hull. Il est le fils d'un maître marin, Abraham Ward, qui était également peintre. John reçoit une bonne éducation et est en apprentissage chez Thomas Meggitt pour devenir un peintre de maison. Vers 1836, Ward est listé dans le répertoire de la ville de Hull comme « peintre de maison et de bateau ».
Il se marie avec Esther Leonard en 1825. Il est initié comme franc-maçon. Il devient un ami de l'artiste William Anderson.
Ward a exposé plusieurs peintures en 1827 au Hull and East Riding Institute for the Promotion of the Fine Arts. Il réalise par la suite de petites aquarelles et de plus grandes peintures à l'huile, principalement des scènes de bateau et de marine locale.
Il meurt le 28 septembre 1849 du choléra, mais son importance n'est connue qu'à partir de 1883, quand la presse locale fait un premier article sur lui.

## Œuvres
Plusieurs de ses œuvres sont conservées dans des collections publiques, dont la Ferens Art Gallery (en), le Hull Maritime Museum (en) et la National Gallery of Art, à Washington.

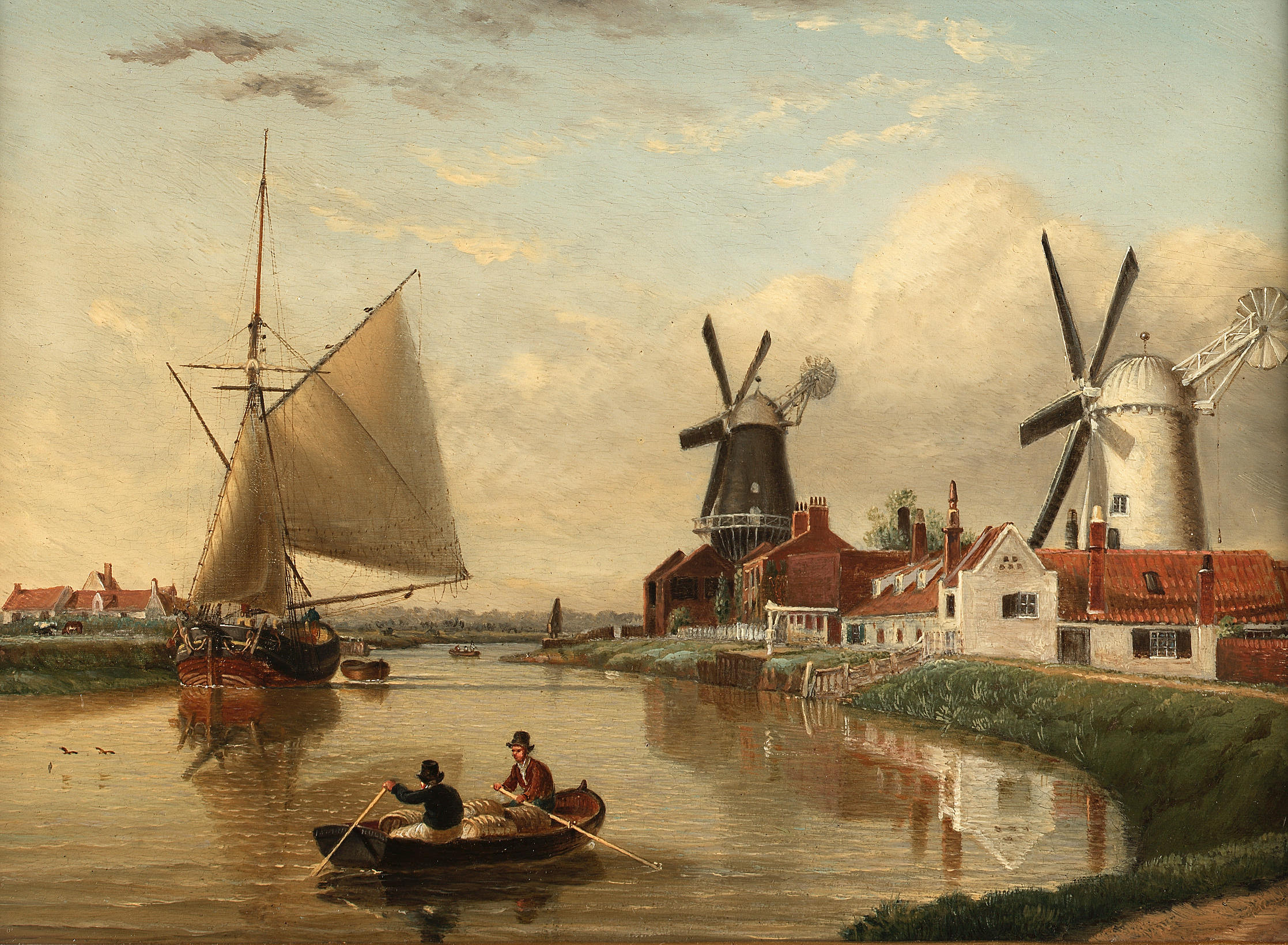
Stoneferry, huile sur table
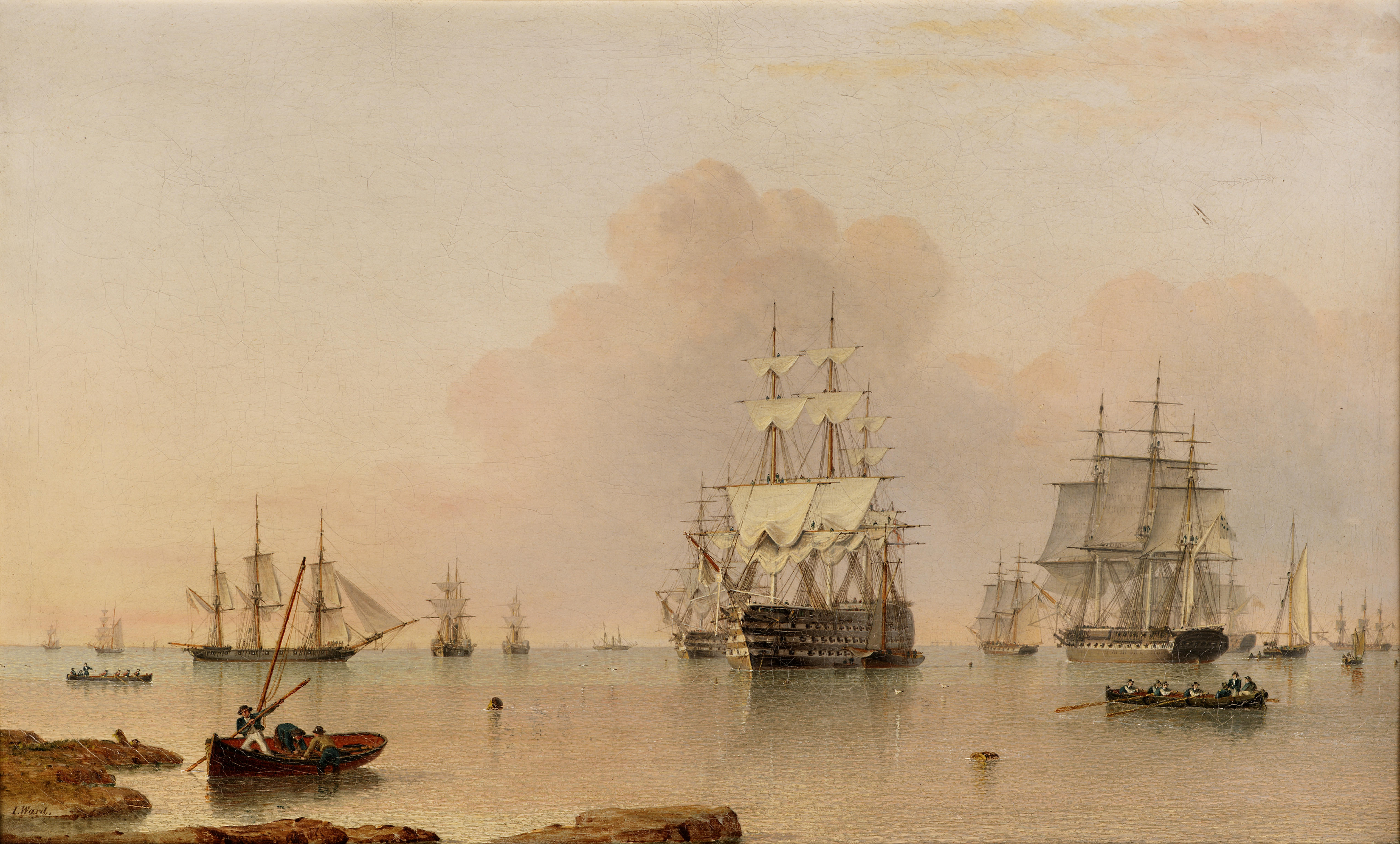
H.M.S. Britannia at Anchor with the Fleet, huile sur toile
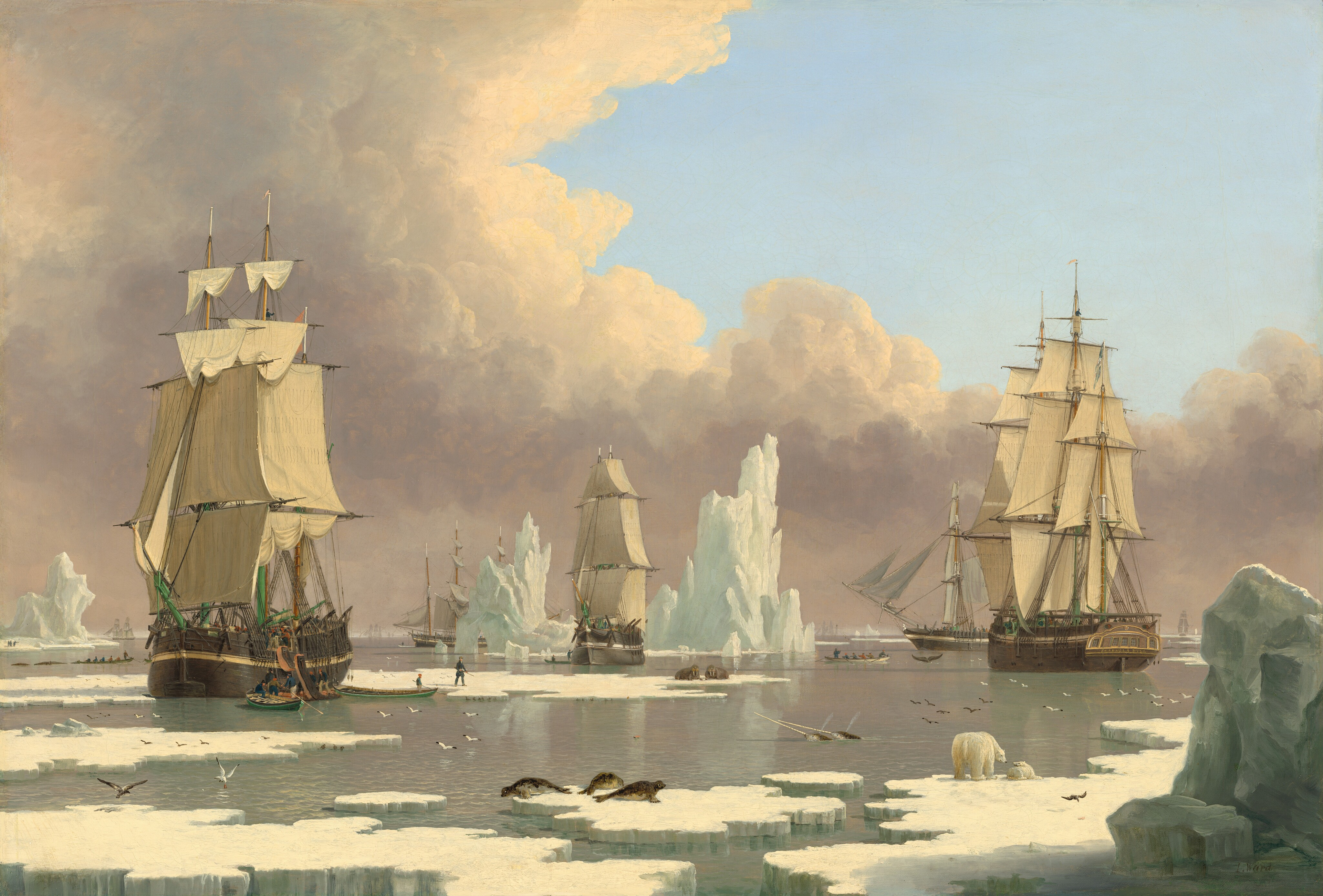
The Northern Whale Fishery - The 'Swan' and 'Isabella', huile sur toile, vers 1840
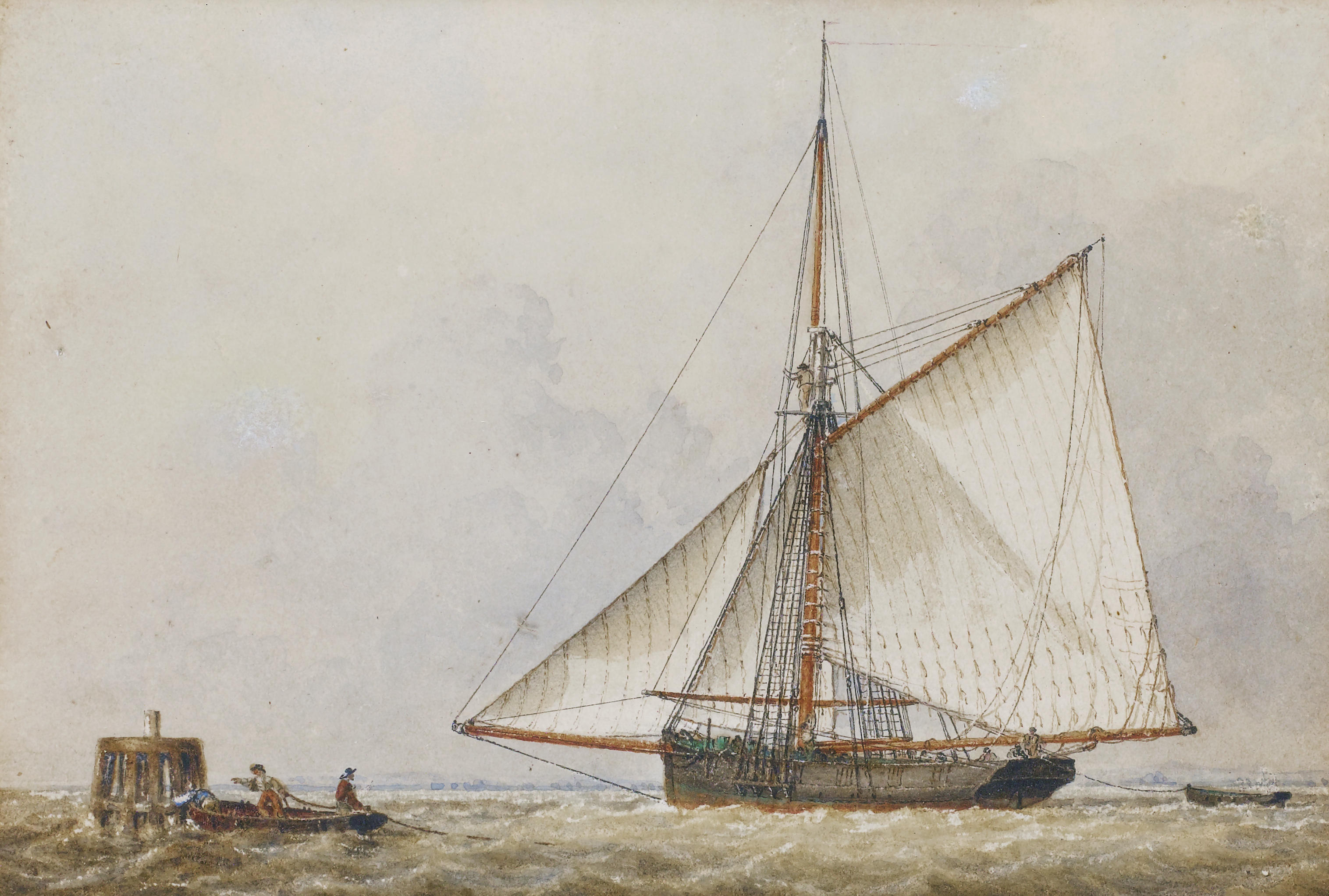
A trading cutter shortening sail as members of her crew carry a mooring rope to a wooden dolphin nearby, stylo, encre indienne et aquarelle

## Vol d'une œuvre en 2009
En juin 2009, Schooners Ellen Crawford and Dwina (1843) de John Ward est dérobée au Hull Maritime Museum. La peinture, évaluée à 10 000 £, est retrouvée trois mois plus tard, accrochée sur le mur de la salle à manger du voleur ; il a volé la peinture comme cadeau pour sa femme qui est également une artiste. Lors du procès, le juge de la Cour de la Couronne décrit la peinture comme « une partie de l'héritage de la ville de Hull, construite sur sa réputation et ses liens avec l'art concernant le monde maritime ».